# Réformateurs sardes
Les Réformateurs sardes sont un parti politique italien, actif en Sardaigne, d'inspiration régionaliste et libéral-démocrate qui se donne comme objectif un réformisme régional.

## Histoire
Ils sont alliés à la Maison et ensuite au Peuple de la liberté même s'ils se veulent plus libéraux et proches du Pacte des libéraux-démocrates. En 2013, ils finissent par s'allier dans les listes Avec Monti pour l'Italie.
Parmi ses principaux exposants, l'ancien député Michele Cossa, le sénateur Massimo Fantola ainsi que Gavino Cassano, Sergio Pisano, le député Pierpaolo Vargiu et Attilio Dedoni.
Avec 46 058 voix, ils forment la 3e composante de l'alliance de centre-droit qui a remporté les élections régionales anticipées de février 2009 (cinq conseillers régionaux élus).
Pour les élections générales italiennes de 2013, ils font partie de la coalition "Avec Monti pour l'Italie" et obtiennent l'élection de Vargiu comme député.
Lors des élections régionales de 2014 en Sardaigne, alliés au centre-droit perdant, ils conservent 3 des 60 conseillers régionaux, avec 6 % des voix.